# Hackerspace
Um hackerspace ou hackspace (junção de hacker e espaço), também conhecido como hacklab, makerspace ou creative space é um espaço físico (em oposição ao virtual) com o formato de laboratório-oficina comunitário que segue a ética hacker e  cultura maker (DIY - Faça você mesmo, hardware livre, código aberto e, mídia alternativa), tendo espírito agregador, convergente e inspirador. Nele, pessoas com interesses em comum, em ciência, tecnologia, arte digital e/ou eletrônica podem se encontrar, socializar e colaborar.
Um hackerspace pode ser visto como uma oficina ou estúdio, onde pessoas de diversas áreas podem trocar conhecimento e experiência para construir e participar de projetos em conjunto.
Muitos hackerspaces colaboram na divulgação e no desenvolvimento de software livre, open hardware e mídia alternativa e podem ser encontrados em infoshops, centros sociais e espaço comunitário.

## Funções
Atividades típicas de um hackerspace incluem:
- Aprendizado e troca de conhecimento
- Apresentações e palestras
- Atividades sociais, incluindo jogos e festas
- Trabalho em projetos individuais ou em equipe

Os hackerspaces fornecem a seguinte infraestrutura necessária para estas atividades: salas, energia elétrica, servidores e redes locais com acesso à internet, instrumentos de medição, equipamento de áudio, projetores de vídeo, consoles de videogame e diversas ferramentas.
O que pode ser feito é limitado apenas pelas ferramentas disponíveis em cada hackerspace. Assim como os hackerspaces ao redor do mundo crescem em número de membros e em capacidade técnica, as possibilidades de hackerspaces também crescem.
- Trabalhar em pequenos projetos DIY (faça você mesmo)
- Desenvolver projetos, novos ou em andamento de hardware livre
- Desenvolver software livre dependente de equipamentos específicos
- Trabalhar em invenções pessoais ou em equipe
- Trabalhar em projetos de arte como arte cinética
- Desenvolvimento de jogos ou animações digitais

A principal fonte de recursos de um hackerspace é composta normalmente por taxas pagas pelos membros. Alguns também aceitam patrocínios externos ou doações anônimas.